# إدوارد تسوكماير
إدوارد تسوكماير (بالألمانية: Eduard Zuckmayer) (و. 1890 – 1972 م) هو ملحن، وعازف بيانو، وعالم موسيقى ألماني، توفي في أنقرة، عن عمر يناهز 82 عاماً.

## التعليم
تعلم في جامعة بون
.

## جوائز
حصل على جوائز منها:

وسام صليب القائد من رتبة استحقاق من جمهورية ألمانيا الاتحادية